# Bartłomiej Lubstowski (zm. 1553)
Bartłomiej Lubstowski herbu Leszczyc (zm. w 1553 roku) – podkomorzy inowrocławski w latach 1521-1543.
Poseł na sejm krakowski 1536/1537 roku z województwa poznańskiego i województwa kaliskiego.